# Alan Forrest
Alan Forrest (* 9. September 1996 in Irvine) ist ein schottischer Fußballspieler, der bei Heart of Midlothian unter Vertrag steht. Er ist der jüngere Bruder des Fußballspielers James Forrest.

## Karriere

### Verein
Alan Forrest spielte bis zum Jahr 2013 in der Jugend von Celtic Glasgow, ehe er in die U-17-Mannschaft von Ayr United wechselte. Forrest gab sein Debüt für die erste Mannschaft von Ayr in einem Scottish-Challenge-Cup-Spiel gegen den FC Queen’s Park im Juli 2013. Er kam von der Bank und erzielte im Hampden Park das Siegtor in der 89. Minute. Mit diesem Treffer wurde Forrest im Alter von 16 Jahren und 321 Tagen jüngster Torschütze in der Vereinsgeschichte von Ayr. Für den Drittligisten kam er trotz seines jungen Alters ab der Saison 2013/14 regelmäßig zum Einsatz. Die erste Saison schloss er mit acht Toren in 28 Ligaspielen ab.
In der Spielzeit 2015/16 erreichte Forrest mit dem Verein die Aufstiegs-Playoffs als Vizemeister hinter Dunfermline Athletic. Dabei gelang nach Siegen über den FC Peterhead und FC Stranraer der Aufstieg in die 2. Liga. Als Stammspieler hatte der Mittelfeldspieler seinen Anteil daran. In der folgenden Zweitligasaison folgte als Tabellenletzter der direkte Abstieg. Forrest war dabei mit sechs Toren bester Torschütze der Mannschaft.
Bereits ein Jahr später gelang der direkte Wiederaufstieg mit einem Punkt Vorsprung auf die Raith Rovers. In der zweiten Liga erreichte Forrest mit Ayr in den beiden folgenden Jahren jeweils Platz 4.
Forrest unterzeichnete am 10. April 2020 einen Vorvertrag beim schottischen Erstligisten FC Livingston. Am 1. Juni 2020 wurde der ablösefreie Wechsel vollzogen, der ihn bis zum Jahr 2022 an Livingston bindet.

### Nationalmannschaft
Alan Forrest absolvierte im Jahr 2016 ein Spiel in der schottischen U21 gegen die Slowakei.